# 関塚真美
関塚 真美（せきづか まみ、1985年6月11日 - ）は、長野県信濃町出身のアルペンスキー選手。チームJWSC所属。信濃町立信濃中学校、上越高等学校卒業。身長159cm、体重56kg（2006年現在）。
　

## 人物
2001年の全日本スキー選手権回転で高校生ながら優勝。
トリノオリンピックで初代表、回転で38位となった。同年の全日本スキー選手権回転で5年ぶりに優勝を果たした。
2009年7月に現役を引退した。